# Рычагов (село)
Рычагов (укр. Ричагів) — село в Николаевской городской общине Стрыйского района Львовской области Украины.
Население по переписи 2001 года составляло 537 человек. Занимает площадь 1,06 км². Почтовый индекс — 81623. Телефонный код — 3241.